# Isozoanthus altisulcatus
Isozoanthus altisulcatus is een Zoanthideasoort uit de familie van de Parazoanthidae. De wetenschappelijke naam van de soort is voor het eerst geldig gepubliceerd in 1939 door Carlgren.